# House (операционная система)
House (акроним к англ. Haskell User's Operating System and Environment) — экспериментальная операционная система, написанная целиком на функциональном языке программирования Haskell. Была создана для проверки и демонстрации возможностей системного программирования средствами чистого функционального программирования.
Система включает в себя графический интерфейс пользователя, реализацию сетевого стека, обеспечивающую базовую поддержку Ethernet, IPv4, ARP, ICMP, UDP, TFTP и TCP, серию драйверов (в основном для устройств, эмулируемых в QEMU). а также серию демонстрационных программ — счётчики, калькулятор, игра Explode, программа, рисующая орнаменты Эшера, редактор деревьев и некоторые другие.
В операционную систему включена простая командная оболочка, поддерживающая несколько команд, в том числе аналоги Unix-команд date, lspci, mem, net, ping, tftp, telnet.